# Хлорид диспрозия(III)
Хлорид диспрозия(III) — неорганическое соединение, 
соль диспрозия и соляной кислоты с формулой DyCl3,
бесцветные кристаллы,
хорошо растворяется в воде,
образует кристаллогидрат. Относится к группе химических соединений трихлоридов лантаноидов с формулой LnCl3, где Ln обозначает металл-лантаноид.

## Получение
- Действие газообразного хлористого водорода на опилки диспрозия:

{\displaystyle {\mathsf {2Dy+6HCl\ {\xrightarrow {700-900^{o}C}}\ 2DyCl_{3}+3H_{2}}}}
- Хлорирование металлического диспрозия:

{\displaystyle {\mathsf {2Dy+3Cl_{2}\ {\xrightarrow {200^{o}C}}\ 2DyCl_{3}}}}
- Взаимодействие смеси хлора с тетрахлорметаном и оксалатом диспрозия(III).

## Физические свойства
Хлорид диспрозия(III) образует бесцветные кристаллы
моноклинной сингонии, 
пространственная группа C 2/m, 
параметры ячейки a = 0,691 нм, b = 1,197 нм, c = 0,640 нм, β = 111,2°, Z = 4.
Хорошо растворяется в воде.
Образует кристаллогидрат состава DyCl3•6H2O.

## Химические свойства
- При нагревании кристаллогидрата происходит частичный гидролиз:

{\displaystyle {\mathsf {DyCl_{3}\cdot 6H_{2}O\ {\xrightarrow {T}}\ DyOCl+2HCl+5H_{2}O}}}
- Обезвоживание кристаллогидрата проводит при нагревании в вакууме в присутствии хлорида аммония для подавления гидролиза:

{\displaystyle {\mathsf {DyCl_{3}\cdot 6H_{2}O+mNH_{4}Cl\ {\xrightarrow {400^{o}C}}\ DyCl_{3}+mNH_{3}\uparrow +mHCl\uparrow +6H_{2}O}}}